# Saison 2010 de l'équipe cycliste RadioShack

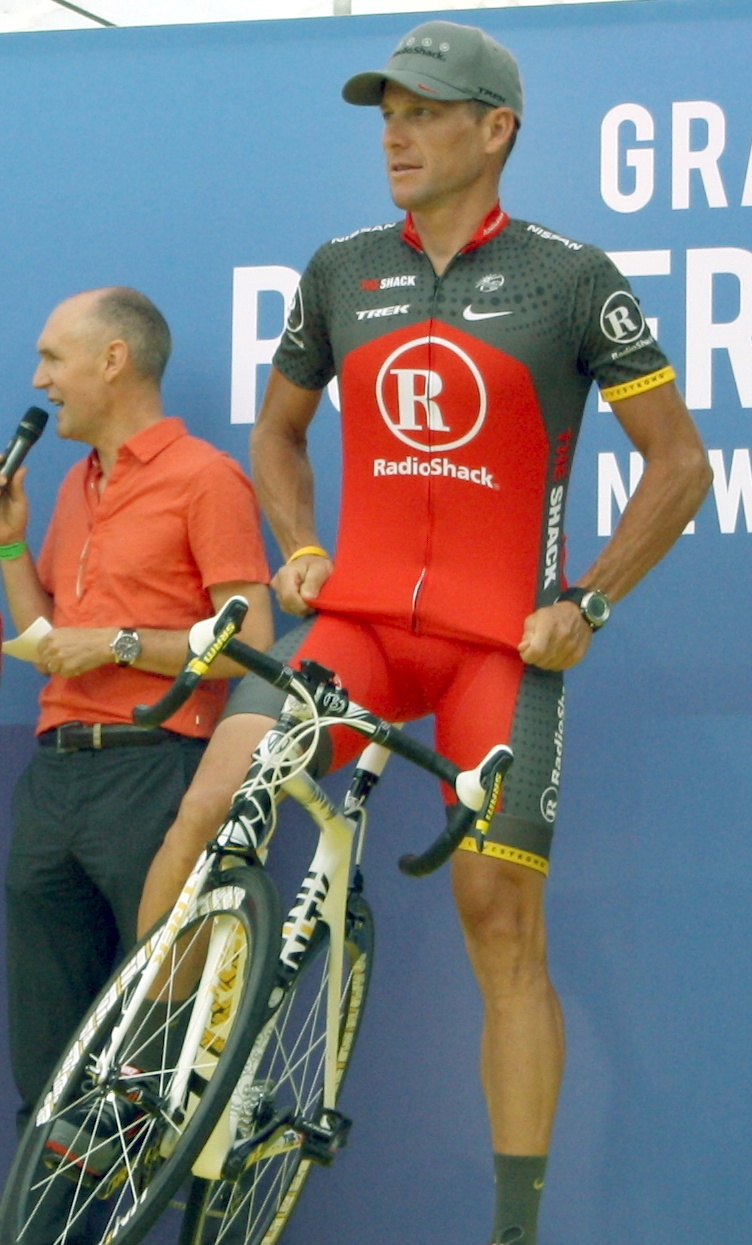
Lance Armstrong, lors de la présentation des équipes du Tour de France.

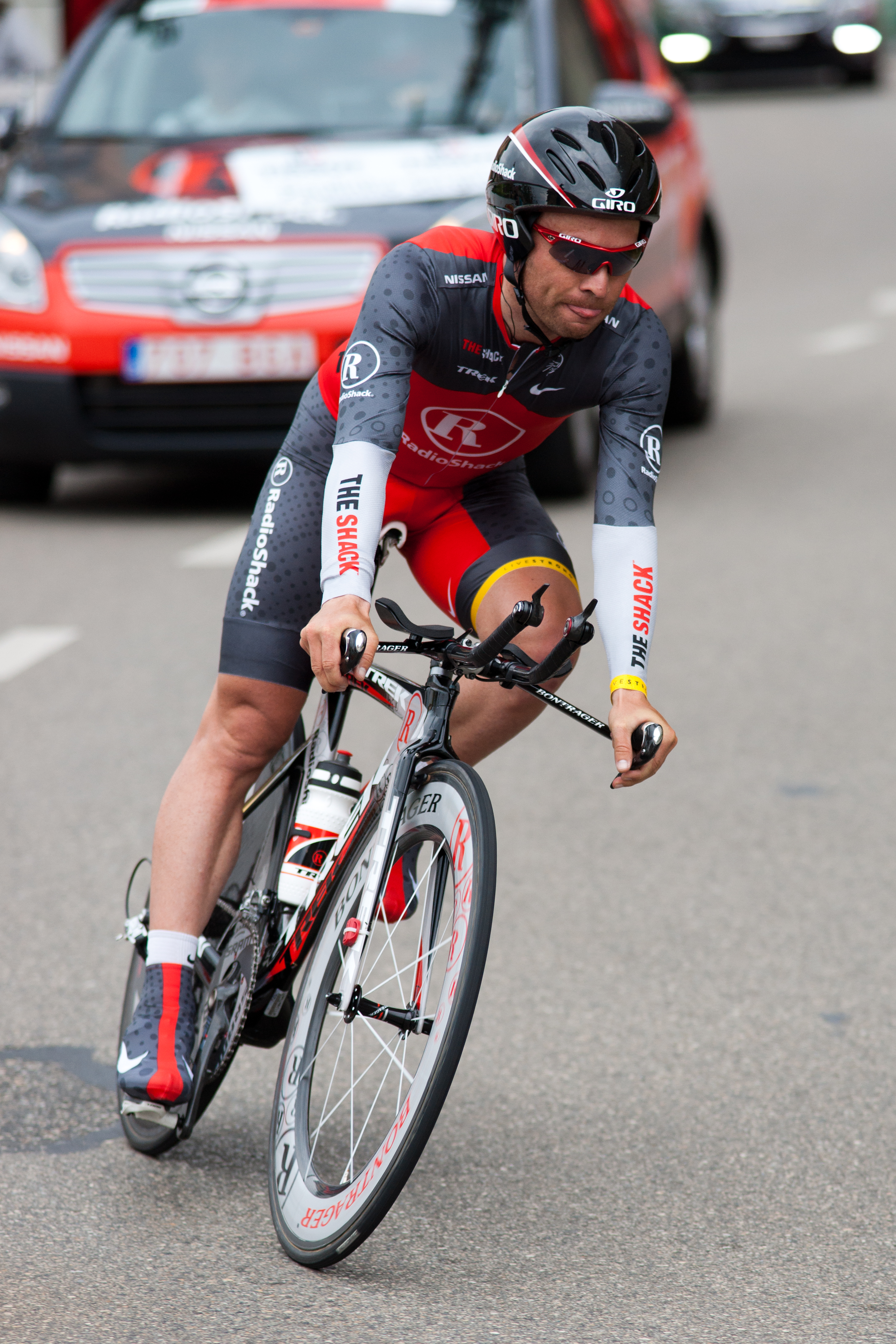
Sérgio Paulinho lors du Tour de Romandie.

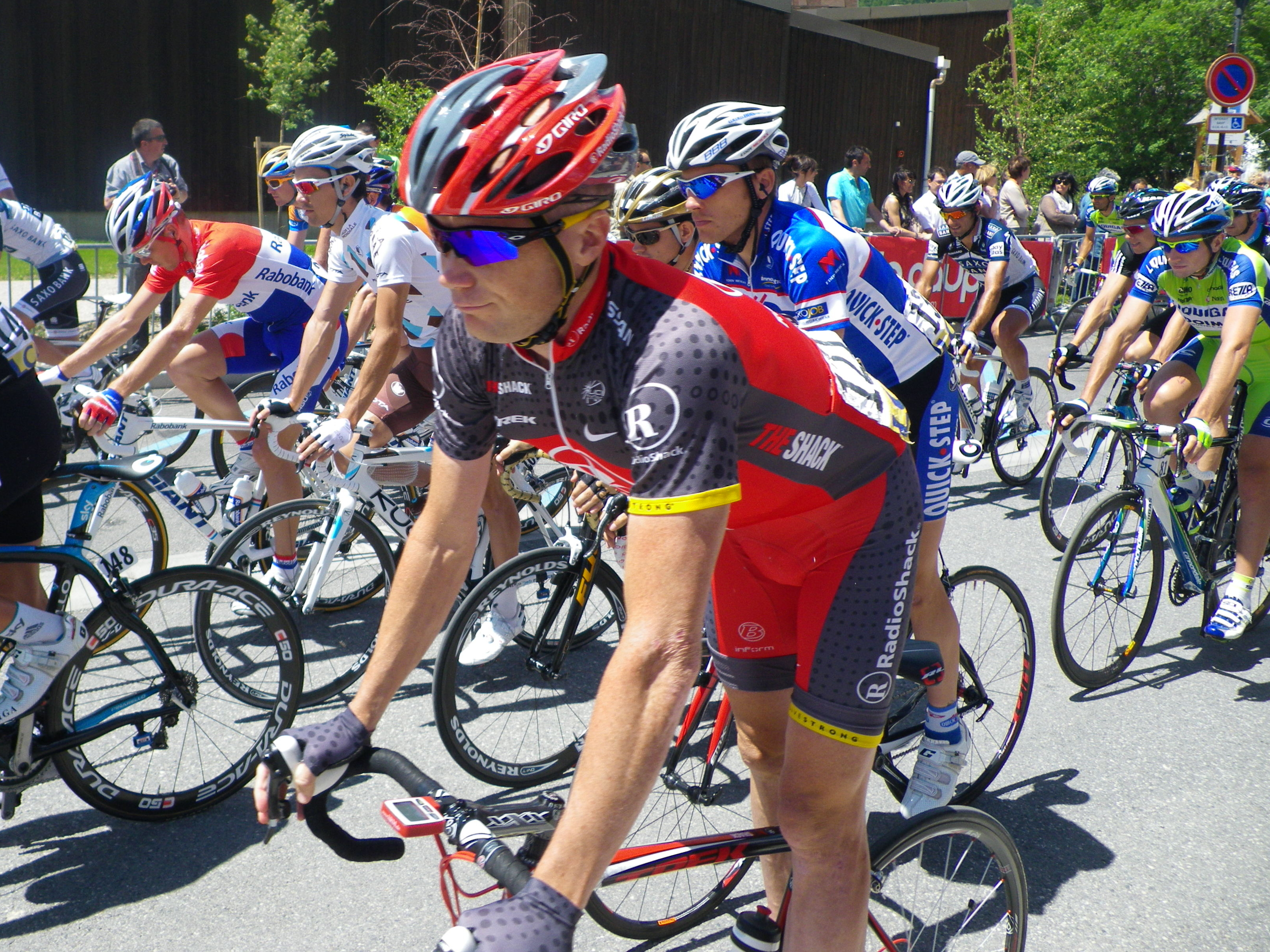
Christopher Horner, vainqueur du Tour du Pays basque.

La saison 2010 de l'équipe cycliste RadioShack est la première de l'équipe. Elle débute en janvier sur le Tour Down Under et se termine en octobre sur le Tour de Lombardie. En tant qu'équipe ProTour, elle participe au calendrier de l'UCI ProTour. L'équipe termine à la 11e place du classement mondial UCI.

## Préparation de la saison 2010

### Arrivées et départs
L'équipe disputant sa première saison, l'ensemble des coureurs est arrivé en début de saison en provenance d'autres équipes. Une grande partie des coureurs vient de la formation Astana dans laquelle courait Lance Armstrong qui amène avec lui ses anciens coéquipiers.

## Coureurs et encadrement technique

### Effectif
| Cycliste           | Date de naissance | Nationalité      | Équipe 2009                  |
| ------------------ | ----------------- | ---------------- | ---------------------------- |
| Lance Armstrong    | 18 septembre 1971 | États-Unis       | Astana                       |
| Fumiyuki Beppu     | 10 avril 1983     | Japon            | Skil-Shimano                 |
| Sam Bewley         | 22 juillet 1987   | Nouvelle-Zélande | Trek Livestrong              |
| Janez Brajkovič    | 18 décembre 1983  | Slovénie         | Astana                       |
| Matthew Busche     | 5 septembre 1985  | États-Unis       | Kelly Benefit Strategies     |
| Ben Hermans        | 8 juin 1986       | Belgique         | Topsport Vlaanderen-Mercator |
| Christopher Horner | 23 octobre 1971   | États-Unis       | Astana                       |
| Daryl Impey        | 6 décembre 1984   | Afrique du Sud   | Barloworld                   |
| Markel Irizar      | 5 février 1980    | Espagne          | Euskaltel-Euskadi            |
| Andreas Klöden     | 22 juin 1975      | Allemagne        | Astana                       |
| Levi Leipheimer    | 24 octobre 1973   | États-Unis       | Astana                       |
| Geoffroy Lequatre  | 30 juin 1981      | France           | Agritubel                    |
| Fuyu Li            | 9 mai 1978        | Chine            | Trek-Marco Polo              |
| Tiago Machado      | 18 octobre 1985   | Portugal         | Madeinox Boavista            |
| Jason McCartney    | 3 septembre 1973  | États-Unis       | Saxo Bank                    |
| Dmitriy Muravyev   | 2 novembre 1979   | Kazakhstan       | Astana                       |
| Sérgio Paulinho    | 26 mars 1980      | Portugal         | Astana                       |
| Yaroslav Popovych  | 4 janvier 1980    | Ukraine          | Astana                       |
| Grégory Rast       | 17 janvier 1980   | Suisse           | Astana                       |
| Sébastien Rosseler | 15 juillet 1981   | Belgique         | Quick Step                   |
| Ivan Rovny         | 30 septembre 1987 | Russie           | Katusha                      |
| José Luis Rubiera  | 27 janvier 1973   | Espagne          | Astana                       |
| Bjorn Selander     | 28 janvier 1988   | États-Unis       | Trek Livestrong              |
| Gert Steegmans     | 30 septembre 1980 | Belgique         | Katusha                      |
| Tomas Vaitkus      | 4 février 1982    | Lituanie         | Astana                       |
| Haimar Zubeldia    | 1er avril 1977    | Espagne          | Astana                       |
| Stagiaire          | Date de naissance | Nationalité      | Équipe 2010                  |
| Clinton Avery      | 3 décembre 1987   | Nouvelle-Zélande | PWS Eijssen                  |
| Taylor Phinney     | 27 juin 1990      | États-Unis       | Trek Livestrong U23          |
| Jesse Sergent      | 8 juillet 1988    | Nouvelle-Zélande | Trek Livestrong U23          |

## Bilan de la saison

### Victoires
| Date       | Course                                      | Pays     | Classe | Vainqueur          |
| ---------- | ------------------------------------------- | -------- | ------ | ------------------ |
| 20/02/2010 | 4e étape du Tour de l'Algarve               | Portugal | 2.1    | Sébastien Rosseler |
| 07/04/2010 | 2eb étape du Circuit de la Sarthe           | France   | 2.1    | Tiago Machado      |
| 10/04/2010 | 6e étape du Tour du Pays basque             | Espagne  | PT     | Christopher Horner |
| 10/04/2010 | Classement général du Tour du Pays basque   | Espagne  | PT     | Christopher Horner |
| 14/04/2010 | Flèche brabançonne                          | Belgique | 1.1    | Sébastien Rosseler |
| 30/05/2010 | 5e étape du Tour de Belgique                | Belgique | 2.HC   | Ben Hermans        |
| 09/06/2010 | 3e étape du Critérium du Dauphiné           | France   | PT     | Janez Brajkovič    |
| 13/06/2010 | Classement général du Critérium du Dauphiné | France   | PT     | Janez Brajkovič    |
| 14/07/2010 | 10e étape du Tour de France                 | France   | HIS    | Sérgio Paulinho    |
| 10/08/2010 | Prologue du Tour de l'Ain                   | France   | 2.1    | Haimar Zubeldia    |
| 14/08/2010 | Classement général du Tour de l'Ain         | France   | 2.1    | Haimar Zubeldia    |
| 26/08/2010 | 4e étape du Tour du Poitou-Charentes        | France   | 2.1    | Markel Irizar      |

### Résultats sur les courses majeures
Les tableaux suivants représentent les résultats de l'équipe dans les principales courses du calendrier international (les cinq classiques majeures et le Tour de France). Pour chaque épreuve est indiqué le meilleur coureur de l'équipe, son classement ainsi que les accessits glanés par RadioShack sur les courses de trois semaines.

#### Classiques
| Classique            | Milan-San Remo          | Tour des Flandres     | Paris-Roubaix      | Liège-Bastogne-Liège    | Tour de Lombardie        |
| -------------------- | ----------------------- | --------------------- | ------------------ | ----------------------- | ------------------------ |
| Coureur (classement) | Geoffroy Lequatre (14e) | Lance Armstrong (27e) | Grégory Rast (11e) | Christopher Horner (7e) | Christopher Horner (20e) |

#### Grands tours
| Grand tour           | Tour d'Italie | Tour de France                                                 | Tour d'Espagne |
| -------------------- | ------------- | -------------------------------------------------------------- | -------------- |
| Coureur (classement) | Non invitée   | Christopher Horner (9e)                                        | Non invitée    |
| Accessits            | -             | 1 victoire d'étape (Sérgio Paulinho) et classement par équipes | -              |

### Classement UCI
L'équipe RadioShack termine à la onzième place du Calendrier mondial avec 635 points. Ce total est obtenu par l'addition des points des cinq meilleurs coureurs de l'équipe au classement individuel que sont Christopher Horner, 18e avec 226 points, Janez Brajkovič, 27e avec 174 points, Lance Armstrong, 60e avec 85 points, Haimar Zubeldia, 64e avec 80 points, et Andreas Klöden, 72e avec 70 points,.
| Rang | Coureur            | Points |
| ---- | ------------------ | ------ |
| 18   | Christopher Horner | 226    |
| 27   | Janez Brajkovič    | 174    |
| 60   | Lance Armstrong    | 85     |
| 64   | Haimar Zubeldia    | 80     |
| 72   | Andreas Klöden     | 70     |
| 87   | Tiago Machado      | 52     |
| 97   | Levi Leipheimer    | 41     |
| 129  | Sérgio Paulinho    | 20     |
| 204  | Gert Steegmans     | 5      |